# Confederație sindicală
Confederația sindicală este o organizație sindicală reprezentativă mai mare decât un sindicat sau decât o federație sindicală. Confederațiile sindicale sunt formate din sindicate, federații sindicale și asociații, iar acestea devin astfel afiliați ai unei confederații.
În România, sistemul sindical este organizat în sindicate, federații sindicale și confederații sindicale și există cinci mari confederații sindicale: Confederația Sindicală Națională Cartel Alfa, Blocul Național Sindical, Confederația Națională a Sindicatelor Libere-Frăția, Confederația Sindicatelor Democratice din România și Confederația Sindicală Națională Meridian.